# Hypalastoroides melanosoma
Hypalastoroides melanosoma är en stekelart som först beskrevs av Henri Saussure 1853.  Hypalastoroides melanosoma ingår i släktet Hypalastoroides och familjen Eumenidae. Utöver nominatformen finns också underarten H. m. bicoloripennis.